# Tratado de Szatmár

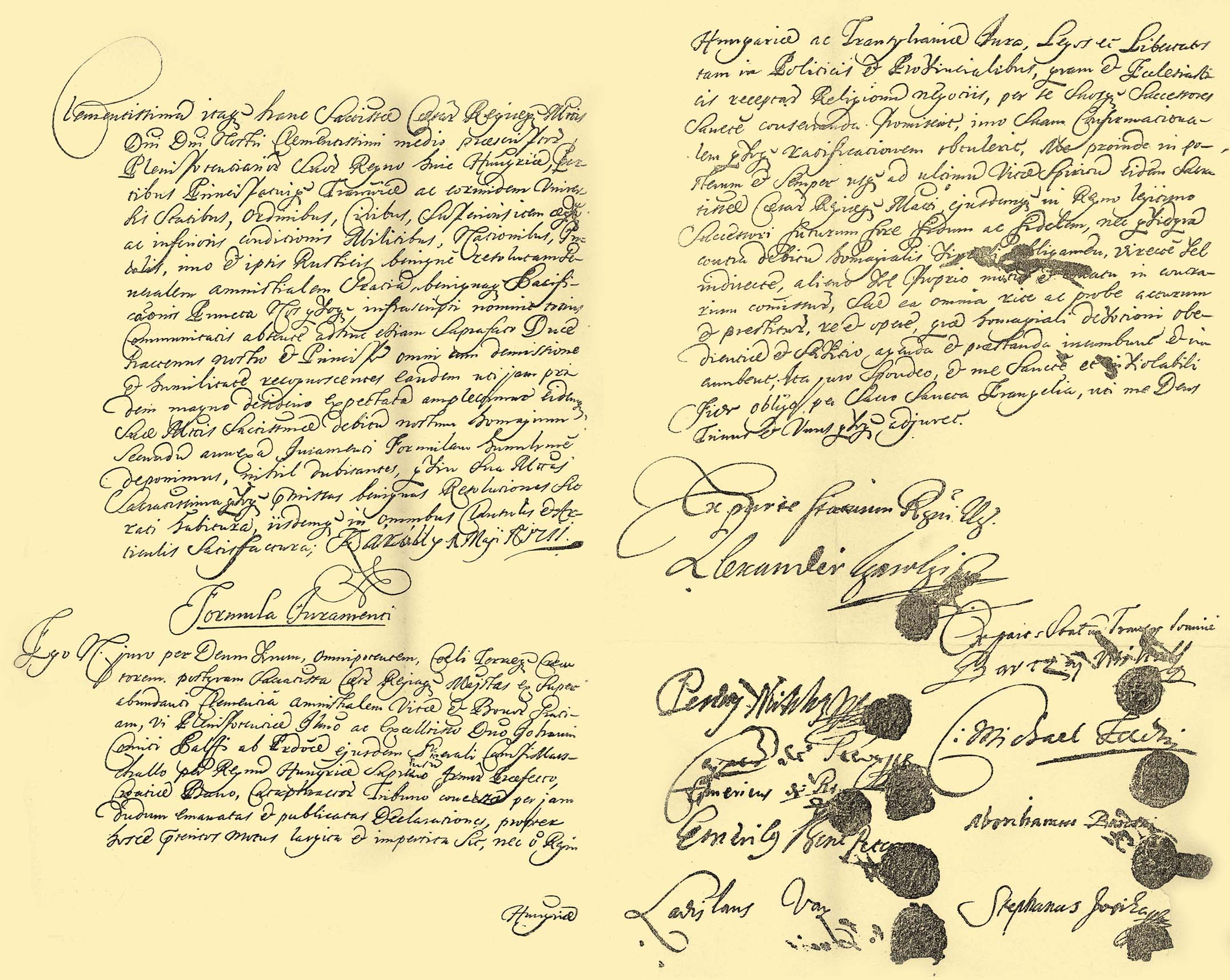
Tratado de Szatmár en el Archivo de Estado de Austria.

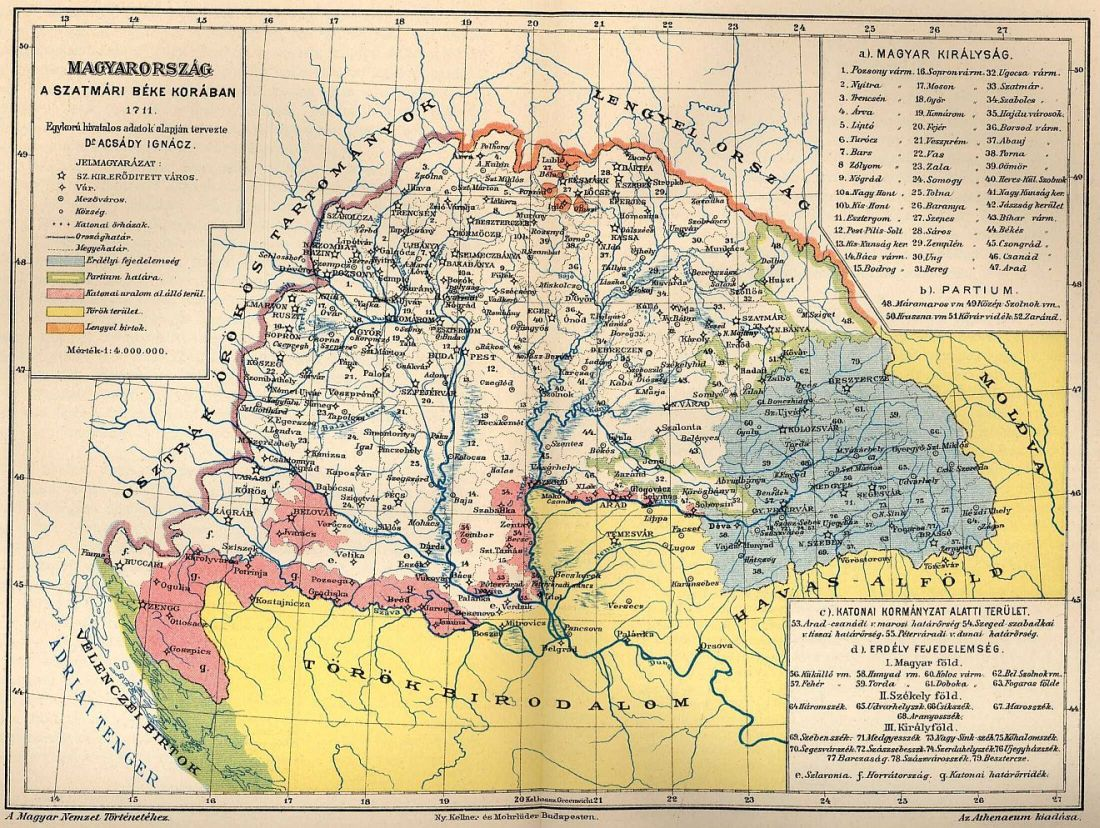
Hungría tras el tratado de Szatmár.

El tratado de Szatmár, paz de Sathmar o tratado de Satu Mare (en húngaro: Szatmári béke, en alemán: Friede von Sathmar, en rumano: Tratatul de la Satu Mare) fue un tratado de paz firmado el 29 de abril de 1711 en la ciudad de Szatmár, actual Satu Mare en Rumanía, entre las rebeldes húngaros del ejército kuruc y el Imperio Habsburgo. El tratado puso fin a la guerra de Independencia de Rákóczi, iniciada en 1703.

## Preludio

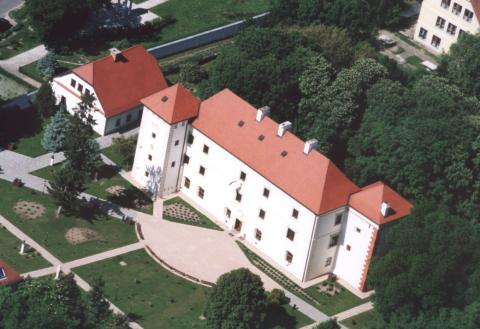
Castillo de Vaja.

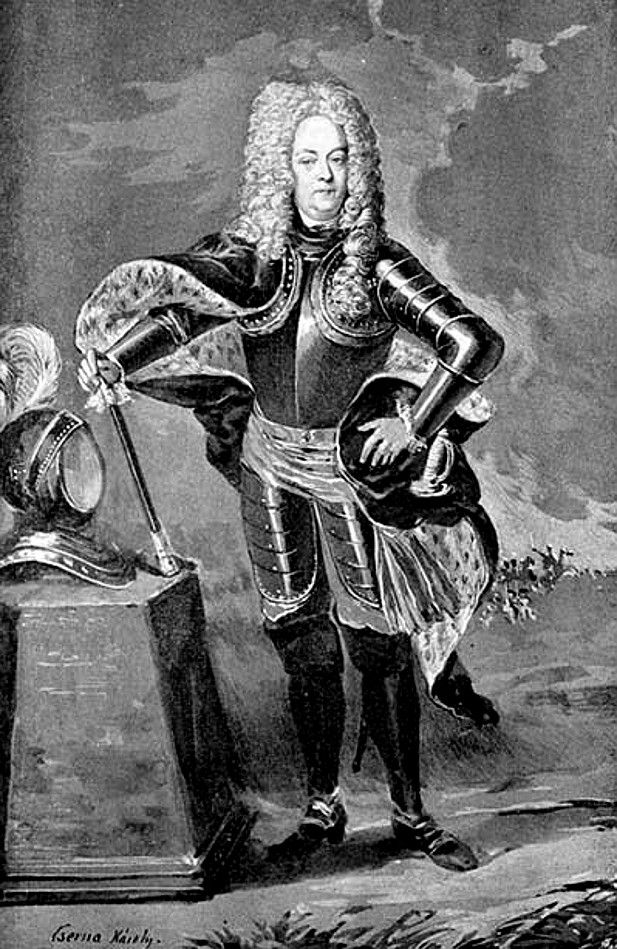
János Pálffy.

Después de sobrevivir al segundo asedio turco de Viena en 1683, los Habsburgo pudieron conquistar los territorios del reino de Hungría que anteriormente habían estado bajo la soberanía otomana en la Gran Guerra Turca. Sin embargo, pronto surgiría la resistencia contra los austriacos, que inicialmente fueron bienvenidos como libertadores. A partir de 1703 estalló una rebelión en el noreste de Hungría bajo el liderazgo del noble húngaro Francisco Rákóczi II. Este levantamiento se extendió a toda la Alta Hungría, el norte de Transilvania y la actual Transcarpatia, mientras que kuruc insurgentes incluso amenazaban a la capital austriaca, Viena.
No sería hasta 1708 que la suerte de los Habsburgo cambiaría bajo el enérgico general Sigbert Heister. El 3 de agosto de 1708, apoyado por los rascios ortodoxos serbios de Eslavonia, pudo derrotar severamente a un ejército kuruc numéricamente superior cerca de la ciudad de Trenčín. Seguirían más derrotas de los insurgentes. Para mantener viva la rebelión, Rákóczi hizo promesas a los campesinos siervos, que a su vez hicieron que la nobleza húngara se alejara de él. El príncipe Eugenio de Saboya, que había sido presidente del Hofkriegsrat desde 1703 y permanecía en el teatro de la guerra en los Países Bajos españoles, recordó ahora al temido general Heister y lo reemplazó por el noble húngaro János Pálffy, quien era leal a los Habsburgo, para poder iniciar mejor las negociaciones. El 17 de noviembre de 1710, serían iniciadas por una carta del conde Sándor Károlyi, que estaba del lado de los kurucok. El 13 de enero de 1711 se negoció un primer armisticio provisional entre los dos ejércitos.
El 31 de enero, Pállfy y Rákóczi se reunieron personalmente para las negociaciones de paz en el castillo de Vaja. Sin embargo, Rákóczi no quiso aceptar las condiciones ofrecidas, incluida la amnistía y la restitución de sus bienes, y se dirigió al reino de Polonia el 21 de febrero de 1711 para negociar con representantes del zar ruso Pedro el Grande, de quien esperaba apoyo. Pero sus fuerzas estaban atadas a la Gran Guerra del Norte, aunque se esperaba un rápido final en ese escenario. El conde Károlyi fue designado comandante del ejército kuruc en su ausencia. Los últimos lugares fortificados controlados por los insurgentes estaban en la frontera polaca: Ungvár, Munkács, Huszt y el castillo Kővár. Károly instó a la paz y viajó a ver Rákóczi. Los dos se habían conocido por primera vez el 22 de marzo de 1711 en Munkács y por segunda vez en Stry, al otro lado de los Cárpatos. Su asesor, el magnate Miklós Bercsényi de Brunóc, aconsejó a Rákóczi contra las negociaciones y recomendó que Károlyi fuera arrestado por traidor. Rákóczi no estuvo de acuerdo con esto, pero prohibió a Károlyi negociar hasta su regreso. En su lugar, debería convocarse una Dieta rebelde en Huszt. Sin embargo, el conde Károly desafió la orden de Rákóczi y comenzó las negociaciones con los representantes del rey. Para poder concluir una paz global, convocó a los representantes de las propiedades húngaras y transilvanas, pero no en Huszt, sino en Szatmár. El 4 de abril se adoptaron preliminares prometiendo amnistía y devolución de los bienes a todos aquellos insurgentes, incluido Rákóczi, que depondría las armas y juraría lealtad al rey antes del 27 de abril. El 7 de abril, los diputados reunidos en la fortaleza de Szatmár enviaron una carta a Rákóczi, en la que le pedían que los liberara del juramento que habían hecho para poder hacer las paces, ya que ese era el estado de ánimo general en la asamblea, ni una gota de sangre derramada más. Károly le escribió a Daniel Esterházy, el comandante del kuruc en la fortaleza de Kosice, que debía detener inmediatamente cualquier hostilidad. Como resultado, este último gran baluarte de los rebeldes en la Alta Hungría pudo ser ocupado por las tropas de los Habsburgo inmediatamente. El 18 de abril, Rákóczi respondió: 

Aunque todos sus seguidores quisieran arrojarse a ciegas a la esclavitud, de la que él les advirtió, él no lo haría, ni caería en la trampa tendida por la corte vienesa".

Al mismo tiempo, el 17 de abril de 1711, el emperador José I moría inesperadamente en Viena. La herencia recayó en su hermano Carlos VI, que aún se encontraba en Barcelona a causa de la guerra de sucesión española. Para hacer valer su derecho a la corona real húngara, la cancillería de la corte imperial en Viena, bajo el liderazgo de la emperatriz madre y regente Leonor Magdalena del Palatinado, estaba interesada en una paz rápida en Hungría. No obstante, la muerte del emperador y del rey húngaro fue mantenida en secreto por Pállfy hasta que concluyeron las negociaciones.

## Negociaciones de paz

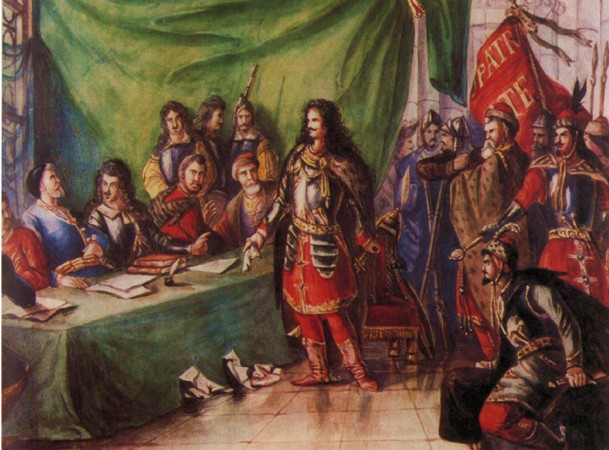
Mór Than representa en 1846 a Francisco Rákóczi II rechazando las condiciones del tratado.

Los representantes del rey de los Habsburgo llegaron a Szatmár y las partes enfrentadas comenzaron las negociaciones de paz. Incluso Rákóczi vino de Polonia, pero sin ningún apoyo de allí. Si bien el conde Károly llegó a un acuerdo con János Pálffy sobre los términos de un tratado de paz, Rákóczi desconfió de la oferta. Temía que los Habsburgo no cumplieran las concesiones ofrecidas por Pállfy y, por tanto, no quería que sus tropas fueran desarmadas. Sin embargo, la mayoría de los kuruc no quería continuar la lucha por lo que Sándor Károly finalmente aceptó el tratado de paz en nombre de los insurgentes, mientras que Rákóczi dejó Szatmár y regresó a Polonia, donde tenía la perspectiva de ser elegido rey de Polonia.
El 29 de abril de 1711 todos los presentes aceptaron el tratado de paz y la amnistía para los rebeldes. El 1 de mayo de 1711 tuvo lugar la firma solemne, durante la cual los confederados prestaron juramento al rey. Los siguientes firmaron por la parte del emperador: el mariscal de campo, conde János Pálffy, y el consejero de guerra de la corte Carl von Locher, barón von Lindenheim. El conde Sándor Károly y otros 16 representantes de la nobleza húngara firmaron en nombre de los rebeldes kuruc y los estados húngaros, en nombre de Transilvania Mihály Barcsay, Mihály Teleki y otros seis representantes y en nombre del principado de Moldavia los húngaros Stefan Daniel, junto con otros cinco. Stefan Hunyadi, juez real en Nagybánya y Georg Szasz, juez real en Felsőbánya firmaron por las ciudades reales y pueblos mineros húngaros. Daniel Bulyoszky, abogado designado de la nación húngara y Georg Pongracz, administrador designado de la provincia de Transilvania, firmaron en nombre de todos los presentes en la audiencia. Stephan Giulay y el sajón de Transilvania Gabriel Haller firmaron en nombre de las tropas de Sieben Stühle.

## Términos del tratado

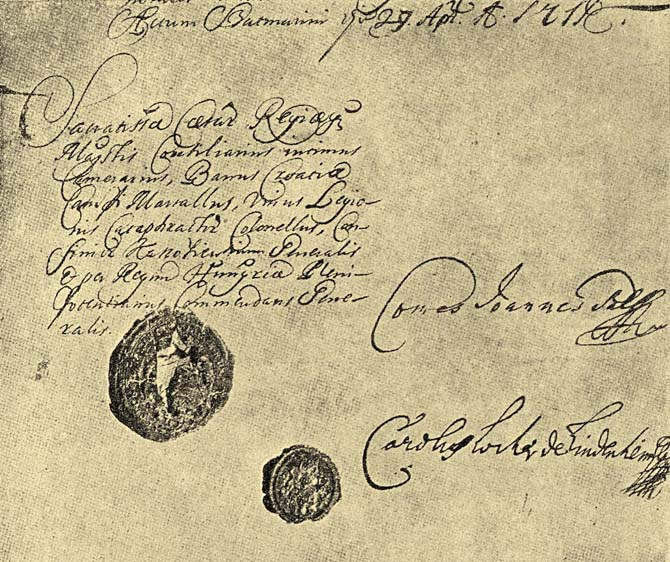
Firmas del tratado.

El tratado de Szatmár contenía diez puntos, que se suponía que iban a establecer una paz global en todo el reino de Hungría y en el principado de Transilvania, que era independiente de él, y que garantizaba los intereses materiales y políticos de los estados húngaros y de los antiguos insurgentes y, al mismo tiempo, el gobierno de los Habsburgo sobre Hungría, asegurando Transilvania.
- Al príncipe Rákoczi se le dio un período final de tres semanas para unirse al acuerdo y prestar juramento de lealtad al rey.
- Amnistía para todos los insurgentes, incluida la devolución de los bienes confiscados, si prestan juramento de lealtad en el plazo de tres semanas. Aceptación de soldados domésticos en servicio imperial o derecho a regresar a su región de origen. Los soldados que han sido declarados libertini (exentos de servidumbre) por valentía conservan este estatus. Los soldados extranjeros del ejército insurgente reciben pasaportes para regresar a casa.
- Su Majestad concede libertad religiosa para Hungría y Transilvania para las religiones recíprocas (se refiere a las Confesiones Evangélicas de Augsburgo y las Confesiones helvéticas). Se mantienen los ingresos del clero. Los insurgentes perdonados son libres de presentar quejas religiosas ante Su Majestad o la Dieta húngara.
- La propiedad de las viudas y los huérfanos no debe ser confiscada por las autoridades fiscales.
- Los partidarios del levantamiento en el exilio pueden reclamar la amnistía después de la fecha establecida. El general Steinville tiene el poder de perdonar a los transilvanos que regresan de Moldavia y Valaquia. Se puede solicitar un regreso a cargos anteriores, el mariscal de campo Pálffy apoyará tales solicitudes. Los yásicos, los cumanos y los haiduks mantienen sus libertad.
- Todos los confederados en cautiverio están incluidos en estas regulaciones.
- Se compensarán los daños ocurridos durante el armisticio.
- La ratificación del tribunal se anuncia solemnemente en todas partes.
- El rey defenderá las libertades de Hungría y Transilvania, ninguna persona perdonada debe ser perseguida o insultada.
- Un próximo Reichstag debería remediar todas las quejas. La corte siempre mantendrá su amor por Hungría, nación leal al rey.

## Consecuencias

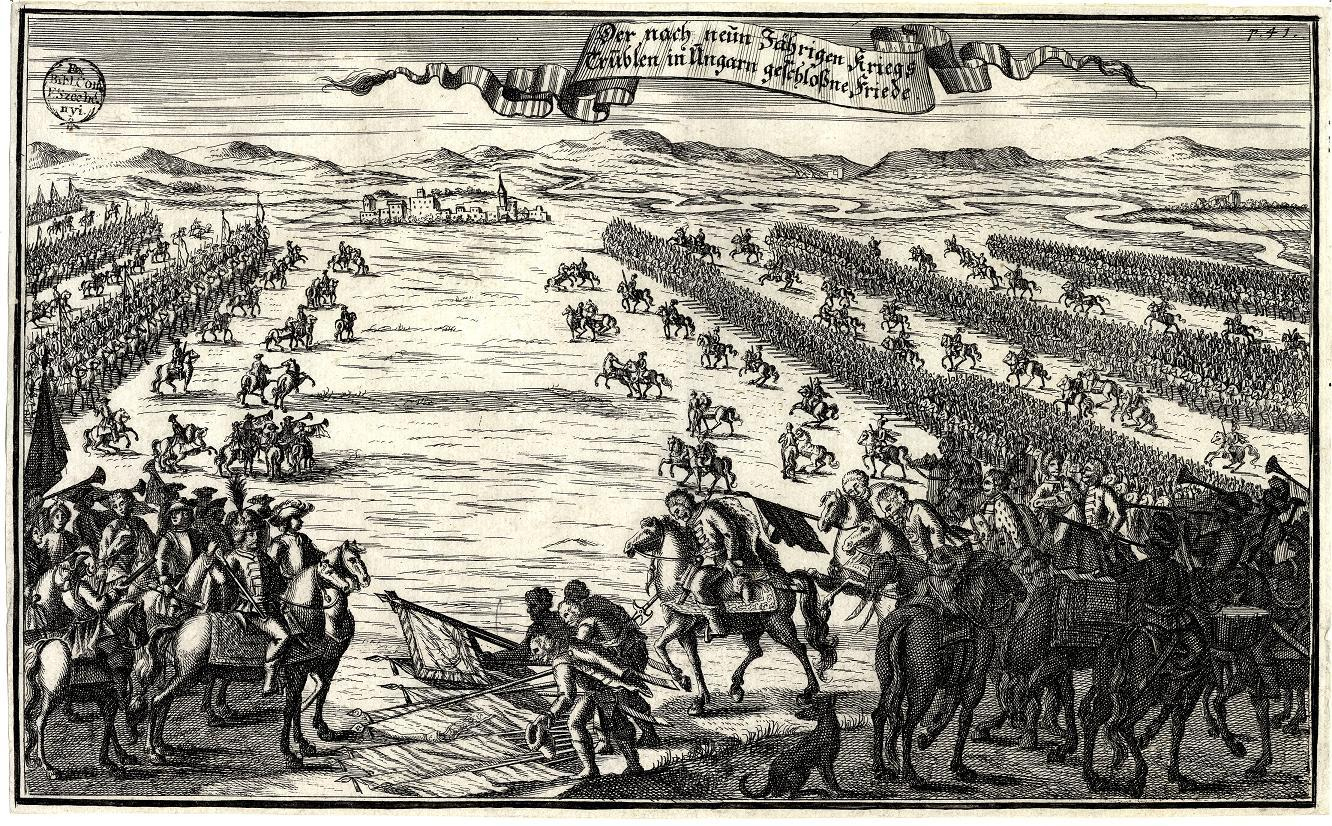
Los kuruc rindiéndose en Nagymajtény (Moftinu Mare, hoy Rumanía).

El 1 de mayo de 1711, el día en que se firmó, doce mil kuruc se reunieron cerca del pueblo de Nagymajtény (Satu Mare), depusieron sus armas y juraron lealtad al rey de los Habsburgo ante el mariscal Pálffy. Esta ceremonia estuvo acompañada de música militar y un desfile de banderas. Luego se cantó un Te Deum y los rebeldes indultados recibieron un certificado que confirmaba su amnistía. En los días siguientes, otras tropas que se hallaban en la zona del Someș siguieron las condiciones de paz, así como cinco mil jinetes en el norte de Maramureș. El 15 de mayo, las fortalezas de Ungvár, Just y Kővár, que todavía estaban bajo el control de los kuruc, aceptaron la paz. Solo el comandante de la fortaleza de Munkács, el barón István Sennyey, resistió. Tras un breve asedio, la ciudad fue capturada el 23 de junio de 1711. El levantamiento de los kuruc había terminado.
Incluso antes de que se firmara el tratado de paz, el 15 de abril, el príncipe Eugenio había escrito una carta al gran visir otomano Baltacı Mehmed Paşa, en la que le informaba sobre los acontecimientos en Hungría y le aseguraba que, a pesar del final del levantamiento kuruc, Austria vencería. No se cuestionaría la paz de Karlowitz.
En una serie de decretos, se restableció el acervo anterior al levantamiento. En primer lugar, el 25 de junio, la regente Eleonore ordenó a los evangélicos de Prešov que devolvieran las iglesias católicas y los edificios escolares que les habían regalado kuruc. A cambio, se les dio el derecho de construir su propia iglesia en los suburbios. El 25 de septiembre ordenó a todos los condados restaurar el status quo con respecto a las posesiones eclesiásticas. Las quejas se tratarían en el próximo Reichstag.
Rusia había firmado la desfavorable Paz del Prut el 23 de julio de 1711 después de un fracaso militar contra los otomanos, pero todavía estaba en guerra con Suecia. Por tanto, no era posible el apoyo ruso a Rákoczi, que dejaría Polonia y se embarcaría hacia Francia vía Danzig.
Ya el 2 de mayo, Pállfy, desde Debrecen había escrito una carta a Barcelona informando a Carlos sobre el acuerdo de paz. El 11 de junio respondió que estaba completamente satisfecho con el resultado. El designado nuevo rey húngaro Carlos salió de España el 28 de septiembre de 1711 y, tras una corta estancia en Milán, finalmente llegó a Frankfurt del Main, donde fue coronado como nuevo emperador del Sacro Imperio Romano Germánico el 22 de diciembre de 1711. La elección ya se había realizado en su ausencia el 12 de octubre. El 2 de febrero de 1712 convocó una Dieta en Pressburg para el 3 de abril. Incluso antes de que comenzara, el 2 de marzo de 1712, Carlos confirmó las resoluciones de la Paz de Szatmár en una comunicación a todos los condados y ciudades reales. Después de una corta estancia en Viena, Carlos llegó a Pressburg el 19 de mayo de 1712 y finalmente fue coronado con la Corona de San Esteban el 22 de mayo. Al año siguiente emitió la Pragmática Sanción, que proclamaba la indivisibilidad de las tierras de los Habsburgo y la sucesión femenina al trono cuando se extinguía la línea masculina. Sin embargo, esto solo fue aceptado por Hungría después de duras negociaciones en 1723.
En 1714 estalló la guerra turco-veneciano-austríaca y el sur de Hungría volvió a ser escenario de guerra. En el curso de esta guerra turca, Austria finalmente conquistó el Banat, también una antigua posesión húngara. Sin embargo, la paz de Szatmár no se aplicó explícitamente a esta región, lo que significa que las concesiones a la nobleza húngara y las libertades no católicas del Banat no fueron efectivas. Esta área debería colocarse bajo el control directo de Viena y, a través de la colonización, convertirse en una provincia católica modelo del Imperio Habsburgo gobernado según principios absolutistas.
En general, según estimaciones modernas, a consecuencia de la Gran Guerra Turca de 1683 a 1699 y la guerra de kuruc entre 1703 y 1711 perecieron una sexta parte de la población del reino, que antes de eso comprendía alrededor de tres millones. Una vez concluida la paz de Szatmár, los nobles y los grandes terratenientes estaban interesados en una rápida repoblación de las zonas afectadas. Los magiares de las regiones menos afectadas, así como los eslovacos, rutenos, rascios y alemanes se establecieron como colonos. La Paz de Szatmár, por lo tanto, también representa el comienzo de suabos de Satu Mare, que emigraron allí a partir de 1712. No fue hasta 1722] que la corte imperial dirigió estas corrientes de colonos de manera ordenada, antes de que los magnates rivalizaran con los colonos.

## Galería

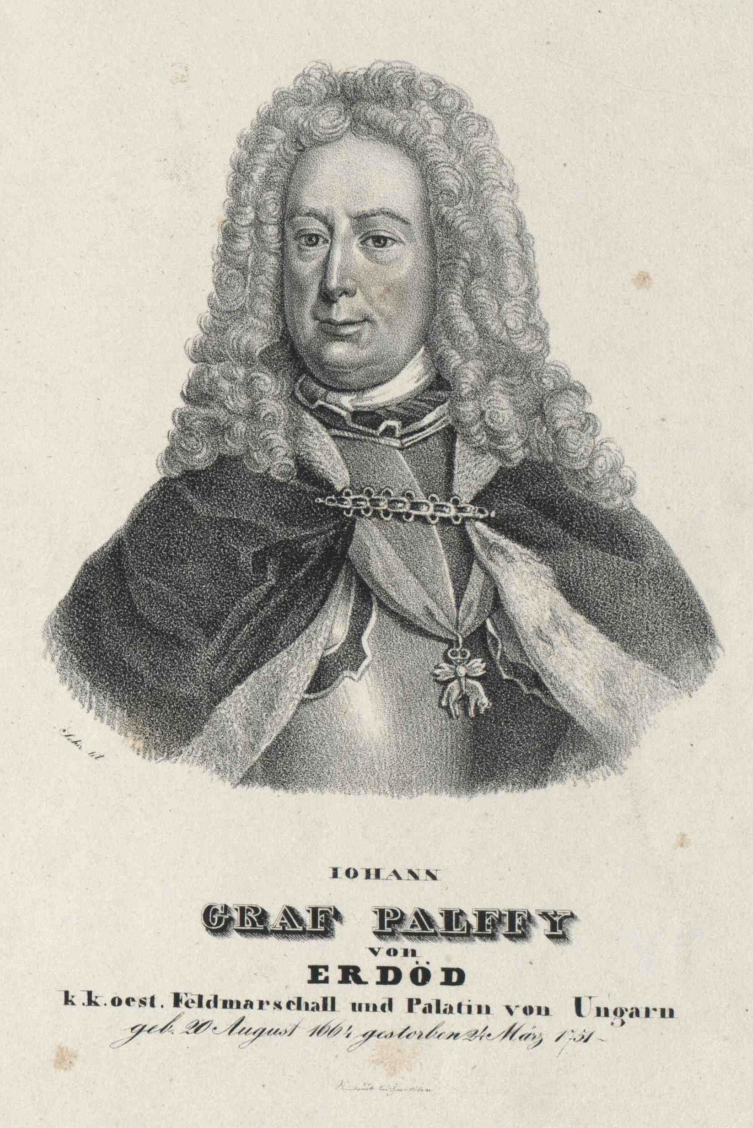
El conde János Palffy.
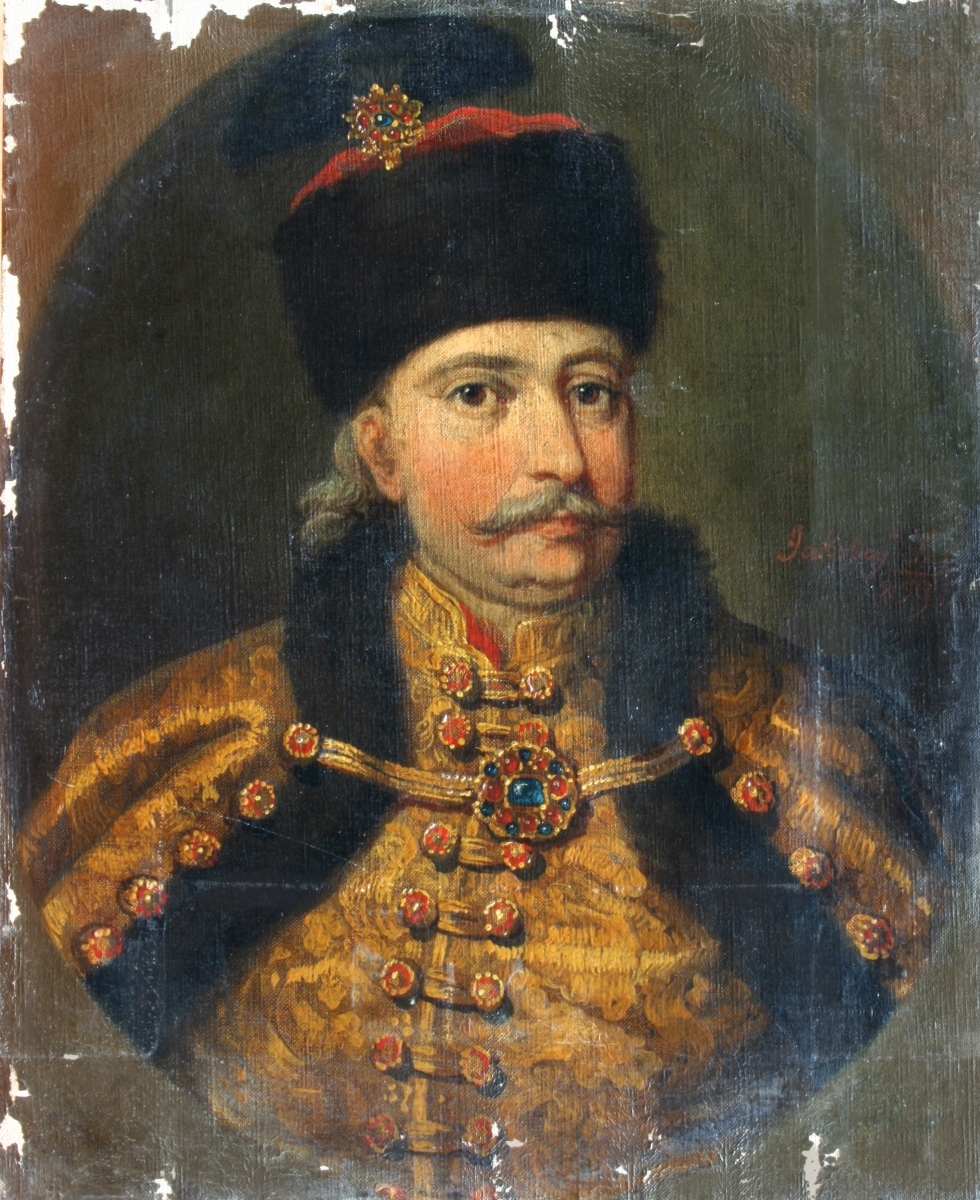
El conde Sándor Károly.
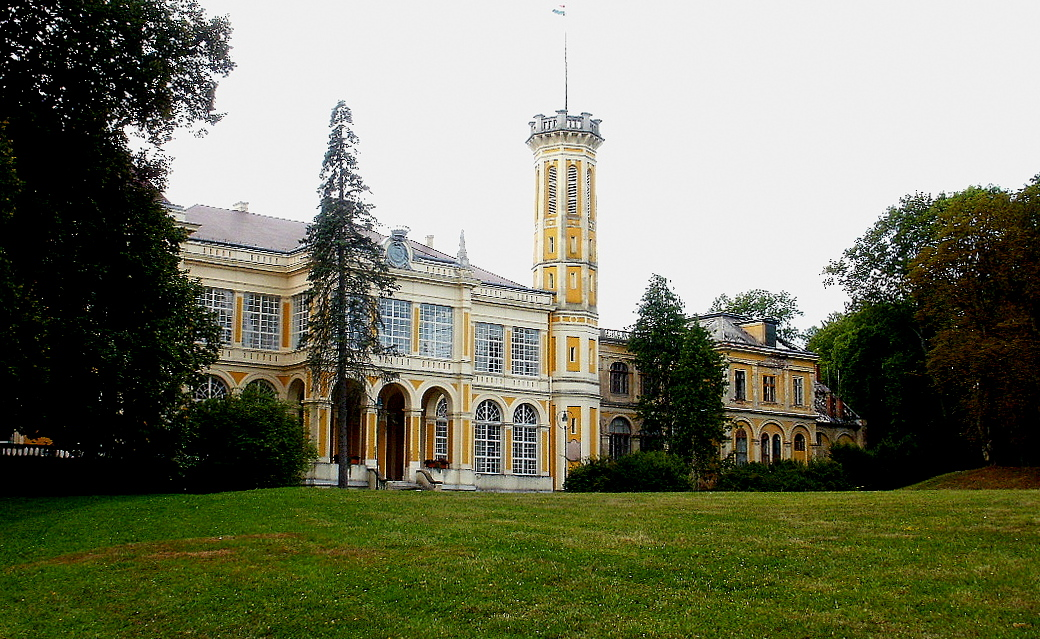
Castillo Károly en Füzérradvány.
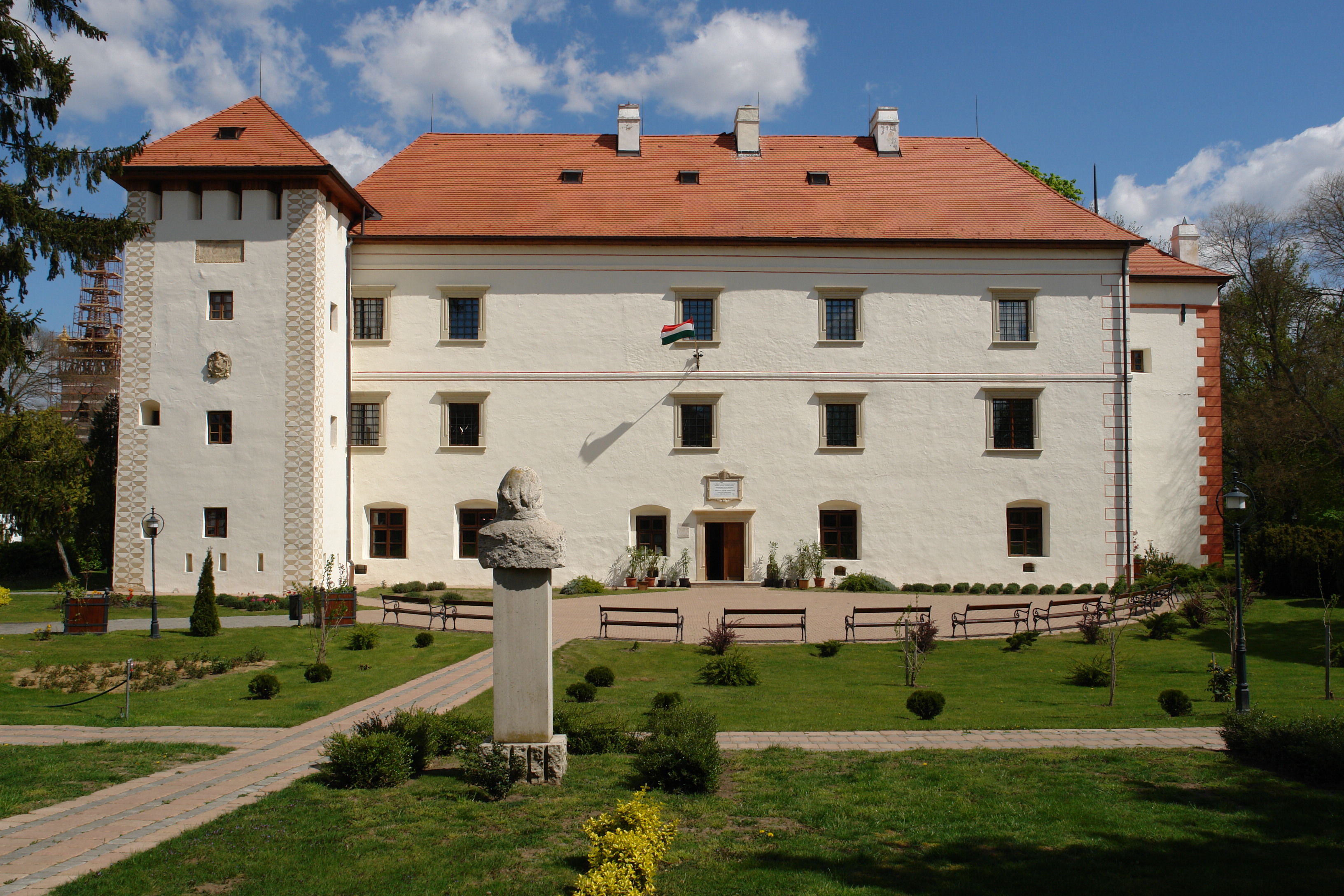
Castillo de Vaja.
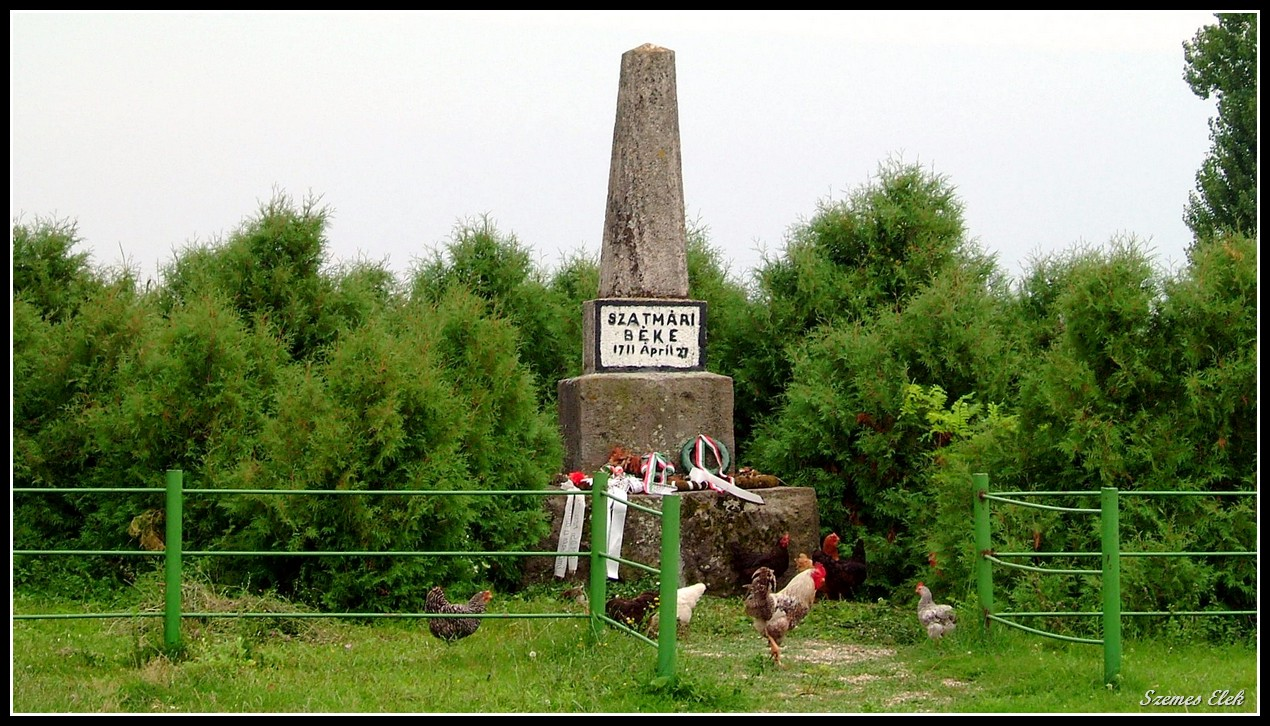
Monumento conmemorativo al tratado, en Moftinu Mic.
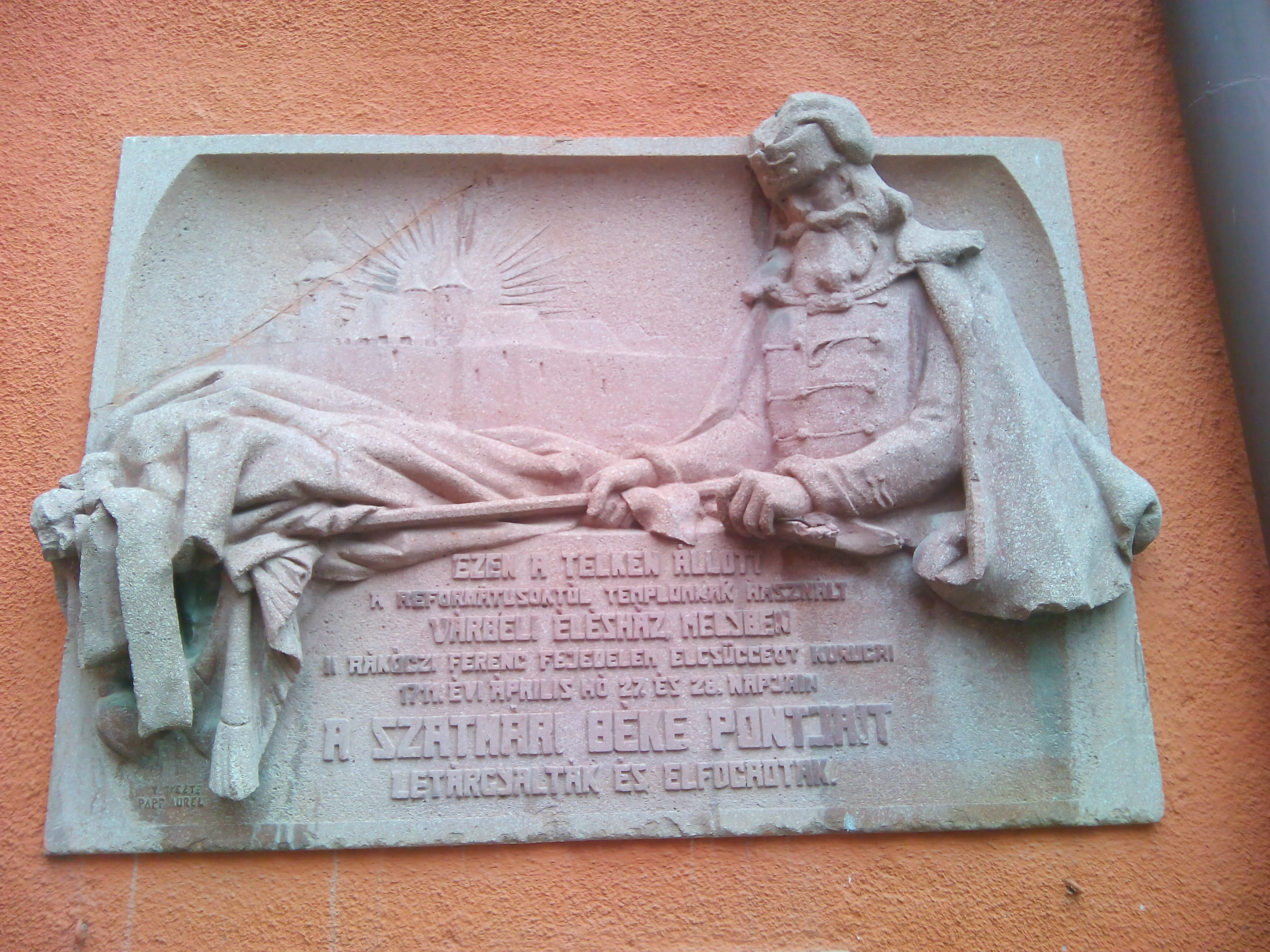
Placa conmemorativa de Aurel Papp en la pared del palacio Vecsei de Satu Mare.
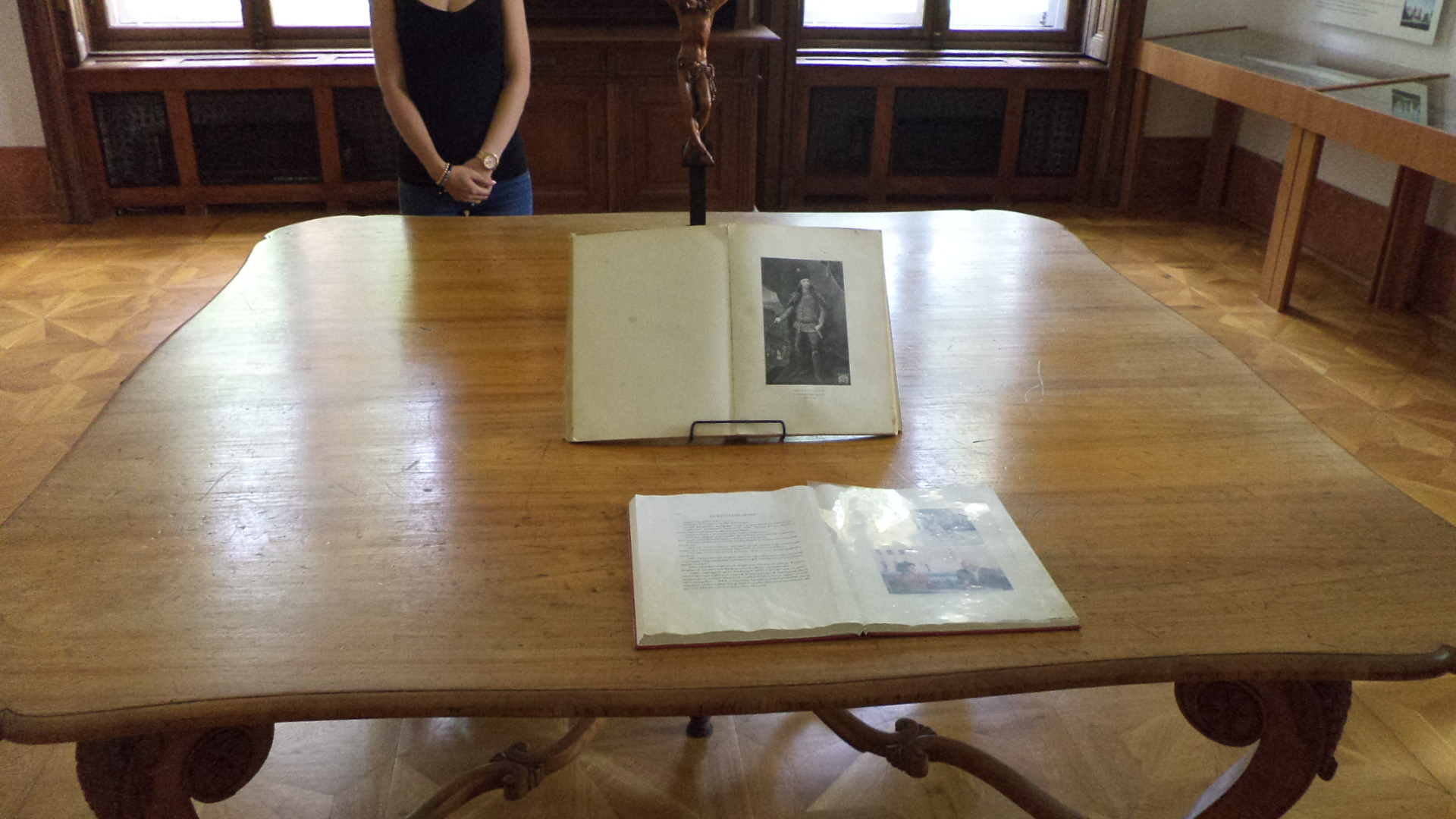
Mesa sobre la que se firmó el tratado.